# Centre de recherches pour le développement international
 (juillet 2017).
 (juillet 2017).
Le Centre de recherches pour le développement international (CRDI) (en anglais : International Development Research Centre - IDRC) est une société d’État canadienne qui finance la recherche et l’innovation au sein et aux côtés des régions en développement dans le cadre des activités du Canada en matière d’affaires étrangères et de développement.
Selon sa Stratégie 2030, le CRDI concentre actuellement ses activités sur les cinq domaines suivants, afin de contribuer à la réalisation des objectifs de développement durable des Nations unies : Systèmes alimentaires résilients au climat, Santé mondiale, Éducation et sciences, Gouvernance démocratique et inclusive, et Économies durables et inclusives.  
En vertu de la loi du Parlement du Canada du 12 janvier 1970 créant le Centre de recherches pour le développement international, le CRDI a pour mission de « lancer, d’encourager, d’appuyer et de mener des recherches sur les problèmes des régions du monde en voie de développement et sur la mise en œuvre des connaissances scientifiques, techniques et autres en vue du progrès économique et social de ces régions ». Pour remplir cette mission, le CRDI incite les chercheurs des pays en développement à exécuter des recherches dans leurs propres établissements et régions, et il leur apporte une aide à cette fin.
Le siège social se situe à Ottawa, au Canada alors que les cinq bureaux régionaux sont à proximité des chercheurs et des projets financés : à Montevideo en Uruguay, à Nairobi au Kenya, à Dakar au Sénégal, à Amman en Jordanie, à New Delhi en Inde.

## Gouvernance
Le CRDI est dirigé par un Conseil des gouverneurs, dont le président rend compte au Parlement par l’entremise du ministre du Développement international. Avec l’aide du Comité de la haute direction, le président du CRDI supervise les activités quotidiennes et siège également au Conseil des gouverneurs. 
Membres du Conseil :
- Margaret Biggs (Ottawa [Ontario]) – Présidente
- Chandra Madramootoo (Montréal [Québec]) – Vice-président
- Jean Lebel – Président
- Akwasi Aidoo (Gastonia [C.N., États-Unis]) – Gouverneur
- Alex Awiti (Nairobi [Kenya])
- Mary Anne Chambers (Thornhill [Ontario]) – Gouverneure
- Sophie D’Amours (Québec [Québec]) – Gouverneure
- Shainoor Khoja (Dubaï [É.A.U.]; Vancouver [C.-B.]) – Gouverneur
- Purnima Mane (San Mateo [CA, États-Unis]) – Gouverneure
- John McArthur (Vancouver [C.-B.]; Washington, D.C.) – Gouverneur
- Gilles Rivard (Ottawa [Ontario]) – Gouverneur
- Stephen Toope (Cambridge [Royaume-Uni]) – Gouverneur
- Barbara Trenholm (Fredericton [N.-B.]) – Gouverneure

Directeurs régionaux :
- Anindya Chatterjee (Asie)
- Federico Burone (Amérique latine et Caraïbes)
- Barbara Shenstone (Moyen-Orient et Afrique du Nord)
- Julie Crowley (Afrique centrale et Afrique de l’Ouest)
- Kathryn Toure (Afrique orientale et Afrique australe)